# Spongiforma squarepantsii
Spongiforma squarepantsii (лат.) — вид грибов из рода Spongiforma семейства болетовые (лат. Boletaceae). Обнаружен в 2010 году Деннисом Дежарденом из Университета Сан-Франциско в тропическом лесу Малайзии (Lambir Hills National Park, штат Саравак, остров Калимантан)
.
Учёные из Международного института по исследованию видов при Университете штата Аризона признали его одним из десяти самых замечательных видов живых существ, описанных в 2011 году.

## Этимология
Название вида дано в честь Губки Боба Квадратные Штаны (SpongeBob SquarePants), мультипликационного персонажа из сериала телеканала Nickelodeon. Губка Боб напоминает по
форме губку для мытья посуды и проживает на дне океана.

## Описание
Своим внешним видом Spongiforma squarepantsii похожи на губку оранжевого цвета. Когда они впитывают в себя влагу, их можно выжать и после этого они снова приобретут первоначальные размер и форму. Большинство других видов грибов на это неспособны. Под микроскопом видно, что спороносящий слой Spongiforma squarepantsii выглядит как дно моря, усыпанное морскими губками. У них нет шляпки и ножки, и для защиты спор от гибели, они покрываются слизью. В запахе этих грибов присутствуют лёгкие фруктовые нотки.

## Классификация
Новый вид относится к роду Spongiforma, который ранее включал единственный вид Spongiforma thailandica из центрального Таиланда.
Эти два вида отличаются цветом и запахом, но их внимательное изучение и генетический анализ показали, что они являются родственниками, живущими за тысячи километров друг от друга.